# Grancrest Senki
Grancrest Senki (japanisch グランクレスト戦記 Gurankuresuto Senki, deutsch ‚Grancrest-Kriegsgeschichte‘), auch Record of Grancrest War, ist eine Light-Novel-Reihe und Pen-&-Paper-Rollenspiel von Ryō Mizuno, die auch als Manga adaptiert wurde und zu dem ab Januar 2018 eine Anime-Fernsehserie erscheint, die auch deutsch untertitelt auf Wakanim und auf Deutsch synchronisiert auf Netflix gestreamt wird
Der Titel lehnt sich an Mizunos früherer Rollenspiel- und Romanreihe Lodoss-tō Senki (Record of Lodoss War) an.

## Handlung
Der Kontinent Atlantan wurde einst vom Chaos heimgesucht, welches die Naturgesetze störte und zu Naturkatastrophen und dem Einfall von Dämonen führte. Ein Held stellte mit seinem Crest (聖印 Kuresuto, deutsch ‚heiliges Siegel‘), welches ihm übernatürliche Fähigkeiten verlieh, die Ordnung größtenteils wieder her. Da nur Träger eines Crests dem Chaos etwas entgegensetzen können und diese Fähigkeit erblich ist, bilden diese den Adel und werden Lords genannt. Mit der Unterdrückung des Chaos begannen die Lords gegeneinander zu kämpfen, um ihre jeweiligen Machtbereiche auszudehnen.
Die beiden größten Länder sind die Factory Alliance (大工房同盟 Fakutorī Araiansu) und die Fantasia Union (幻想詩連合 Fantajia Yunion). Die Vereinigung des Kontinents steht nun durch eine anstehende politische Heirat zwischen beiden Nationen bevor, wobei deren vereinte Blutlinie das Grancrest hervorbringen würde, mit dem das Chaos endgültig beseitigt werden könnte. Die Heirat wird durch das Auftauchen eines Erzdämons jäh gestört, in dessen Verlauf die Oberhäupter der beiden Häuser sterben.
Eine der Zeuginnen dieses Vorfalls war die junge Magierin Siluca Meletes, die nach Abschluss ihres Magiestudiums eigentlich einen Kontrakt mit einem Lord eingehen müsste. Statt diesen in den neu ausgebrochenen Kämpfen der Lords untereinander um die Vorherrschaft zu unterstützen, will sie jedoch gegen das Chaos vorgehen. Sie trifft den idealistischen Theo Cornello, der aus unbekannten Gründen ebenfalls ein Crest besitzt, und will diesen nun zu einem einflussreichen Lord machen, um ihren Traum zu verwirklichen.

## Veröffentlichung
Das Werk erscheint seit dem 20. August 2013 bei Kadokawas Light-Novel-Imprint Fujimi Fantasia Bunko. Zu der von Ryō Mizuno geschriebenen und von Miyū illustrierten Romanreihe erschienen bisher (Stand: Dezember 2017) 9 Bände.
Daneben wurde am 20. September 2013 der Sonderband Grancrest Adept: Mushoku no Seijo, Sōen no Kenshi (グランクレスト・アデプト 無色の聖女、蒼炎の剣士 Gurankuresuto Adeputo: ~) verlegt. Dieser wurde von Notane Kaki geschrieben und von Ayumu Kasuga illustriert.

### Grancrest RPG
Parallel zum Roman entwickelte Ryō Mizuno zusammen mit Shunsaku Yano ein Pen-&-Paper-Rollenspiel namens Grancrest RPG. Am 20. Dezember 2013 und am 18. Januar 2014 (ISBN 978-4-04-712983-2 und ISBN 978-4-04-070015-1) erschienen zwei Regelbücher, sowie am 19. September 2015 (ISBN 978-4-04-070714-3) ein Ergänzungsband. Zu den Regelbüchern und dem Ergänzungsband kamen noch zwei weitere Databook genannte Bücher mit Zusatzinformationen und -spielstilen am 18. Juni 2014 (ISBN 978-4-04-070121-9) und 19. März 2015 (ISBN 978-4-04-070497-5).
Weiterhin wurden mehr als ein Dutzend Replay-Bücher verlegt.

## Adaptionen

### Manga
Makoto Yotsuba adaptierte den Roman als Manga, der zwischen dem 10. Juni 2016 (Ausgabe 12/2016) und Juni 2019 im Magazin Young Animal des Verlags Hakusensha erschien. Die Einzelkapitel wurden in insgesamt sieben Sammelbänden (Tankōbon) zusammengefasst. Eine deutsche Übersetzung erschien von April 2018 bis Mai 2020 bei Altraverse mit allen sieben Bänden.
Ein parodistischer Manga namens Grancrest Senki Drop-out (グランクレスト戦記どろっぷあうと Gurankuresuto Senki Doroppuauto) im Yonkoma-Format erscheint in Kadokawas Dragon Magazin. Dieser wird vom Illustrator der Light Novel, Miyū, gezeichnet.

### Anime
Die Produktion eines Animes wurde im Oktober 2016 angekündigt. Dieser wurde vom Studio A-1 Pictures unter der Regie von Mamoru Hatakeyama animiert mit dem Charakterdesign von Hiroshi Yakō. Das Seriendrehbuch schreiben Ryō Mizuno und Shunsaku Yano. Die erste Folge läuft am 6. Januar 2018 punkt Mitternacht (und damit am vorigen Fernsehtag) auf Tokyo MX, Tochigi TV, Gunma TV und BS11, sowie mit bis zu einer Woche Versatz auch auf TV Aichi, Asahi Hōsō und AT-X.
In den USA wurde die Serie für eine Videoveröffentlichung von Aniplex of America lizenziert und wird auf Hulu und Crunchyroll als Simulcast gestreamt, letztere in Nord- und Südamerika, Australien und Neuseeland, dem Vereinigten Königreich und Irland, Südafrika, den Niederlanden und Skandinavien.
Im deutschsprachigen Raum wurde Grancrest Senki von Peppermint Anime lizenziert, die ihn auf Wakanim simulcasten.

#### Synchronisation
| Rolle            | japanischer Sprecher (Seiyū) | deutsche Sprecher            |
| ---------------- | ---------------------------- | ---------------------------- |
| Theo Cornello    | Kentarō Kumagai              | Louis Friedemann Thiele      |
| Siluca Meletes   | Akari Kitō                   | Poetine Alija                |
| Irvin            | Yūichi Nakamura              | Oliver Scheffel              |
| Aishela          | Reina Ueda                   | Judith Peres                 |
| Priscilla        | Natsumi Takamori             | Eleni Möller-Architektonidou |
| Lassic David     | Satoshi Hino                 | Tobias Brecklinghaus         |
| Moreno Dortous   | Yoshitsugu Matsuoka          | Felix Mayer                  |
| Margret Odius    | Yūko Kaida                   | Shandra Schadt               |
| Villar Constance | Takahiro Sakurai             | Pascal Breuer                |

#### Musik
Die Serienmusik wurde von Yūgo Kanno komponiert. Der Vorspanntitel starry wird von Mashiro Ayano gesungen und der Abspanntitel Pledge von Asca.